# Doberdò del Lago
Doberdò del Lago (eslovè Doberdob, friülà Dobardò) és un municipi italià, dins de la província de Gorizia. L'any 2007 tenia 1.465 habitants. Limita amb els municipis de Komen (Eslovènia), Duino-Aurisina (Devin Nabrežina) (TS), Fogliano Redipuglia, Miren-Konstanjevica (Eslovènia), Monfalcone, Ronchi dei Legionari, Sagrado i Savogna d'Isonzo.

## Administració
| Període | Identitat      | Partit                         |
| ------- | -------------- | ------------------------------ |
| 2004-   | Paolo Vizintin | Esquerra Unida/Zdruzena Levica |